# Jastrzębia (Lanckorona)
Jastrzębia ist eine Ortschaft mit einem Schulzenamt der Gemeinde Lanckorona im Powiat Wadowicki der Woiwodschaft Kleinpolen in Polen.

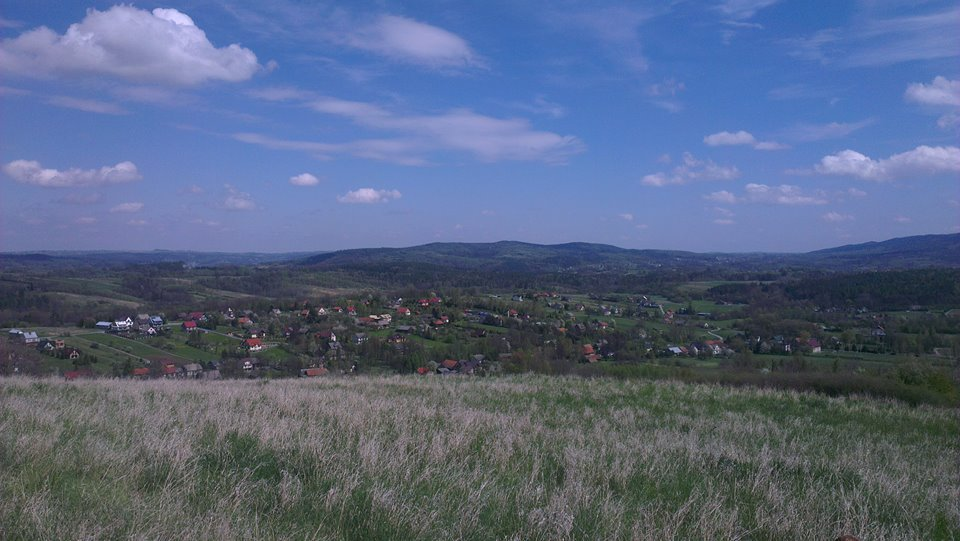
Blick auf Jastrzębia

## Geographie
Der Ort liegt am Bach Jastrzębka im Pogórze Wielickie.
Die Nachbarorte sind Lanckorona im Westen, Izdebnik im Norden, Sułkowice im Osten.

## Geschichte
Der Ort wurde im Jahre 1402 als Jastrzambie erstmals urkundlich erwähnt.
Seit dem späteren 14./früheren 15. Jahrhundert bis zu den Teilungen Polens gehörte er zur Starostei der Burg Lanckorona.

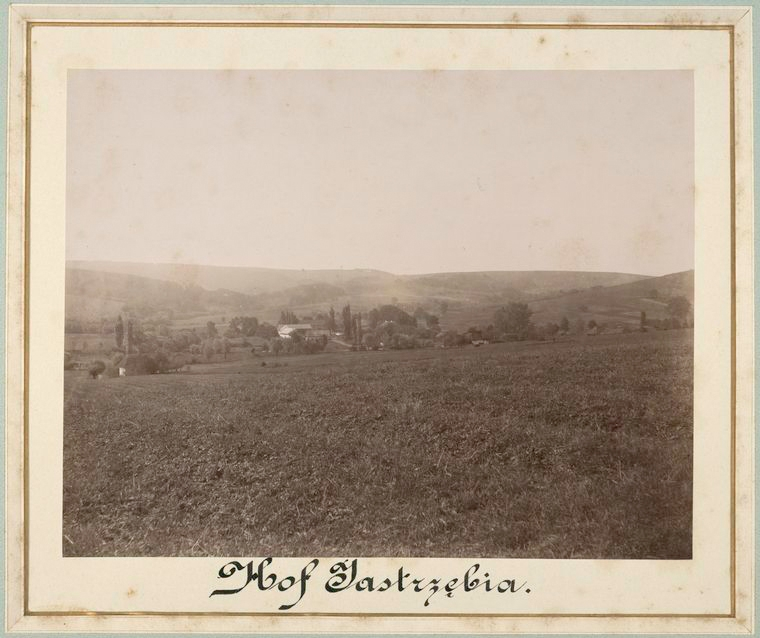
Jastrzębia im Jahre 1897

Bei der Ersten Teilung Polens kam Jastrzębia 1772 zum neuen Königreich Galizien und Lodomerien des habsburgischen Kaiserreichs (ab 1804). Das Dorf gehörte damals Rainer von Österreich. Ab 1782 gehörte die Stadt zum Myslenicer Kreis, ab 1819 mit dem Sitz in Wadowice.
1918, nach dem Ende des Ersten Weltkriegs und dem Zusammenbruch der k.u.k. Monarchie, kam Jastrzębia zu Polen. Unterbrochen wurde dies nur durch die Besetzung Polens durch die Wehrmacht im Zweiten Weltkrieg. Es gehörte dann zum Distrikt Krakau im Generalgouvernement.
Von 1975 bis 1998 gehörte Jastrzębia zur Woiwodschaft Bielsko-Biała.